# Mekarmukti (Cihampelas)
Mekarmukti is een bestuurslaag in het regentschap Bandung Barat van de provincie West-Java, Indonesië. Mekarmukti telt 12.019 inwoners (volkstelling 2010).